# Bielorrússia Oriental

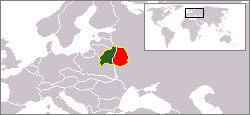
Bielorrússia Oriental mostrada em vermelho

Emblema da Bielorrússia Oriental

A Bielorrússia Oriental geralmente se refere à parte da Bielorrússia que fazia parte da União Soviética entre 1919 e 1939, ao contrário da Bielorrússia Ocidental, que fazia parte da Segunda República Polonesa na época.
A região era conhecida como República Socialista Soviética Bielorrussa entre 1919 - 1920 e como República Socialista Soviética da Bielorrússia entre 1920 - 1939.
Em 1939, a Bielorrússia Ocidental foi anexada pela União Soviética após a invasão soviética da Polônia e tornou-se parte da República Socialista Soviética da Bielorrússia.